# Monte della Bufala
Il Monte della Bufala (803,5 m s.l.m.)  è una montagna dei Monti Lepini nell'Antiappennino laziale, che si trova nel Lazio, nella provincia di Latina, nel territorio del comune di Bassiano.
Alle pendici settentrionali del monte, si trova il Pantano di Bassiano, un piccolo specchio d'acqua che si forma in un avvallamento a seguito delle piogge.